# Lumbricillus fossarum
Lumbricillus fossarum är en ringmaskart som först beskrevs av Catherine A. Tauber 1879.  Lumbricillus fossarum ingår i släktet Lumbricillus och familjen småringmaskar. Inga underarter finns listade i Catalogue of Life.